# Raid Paris Nouméa 1932

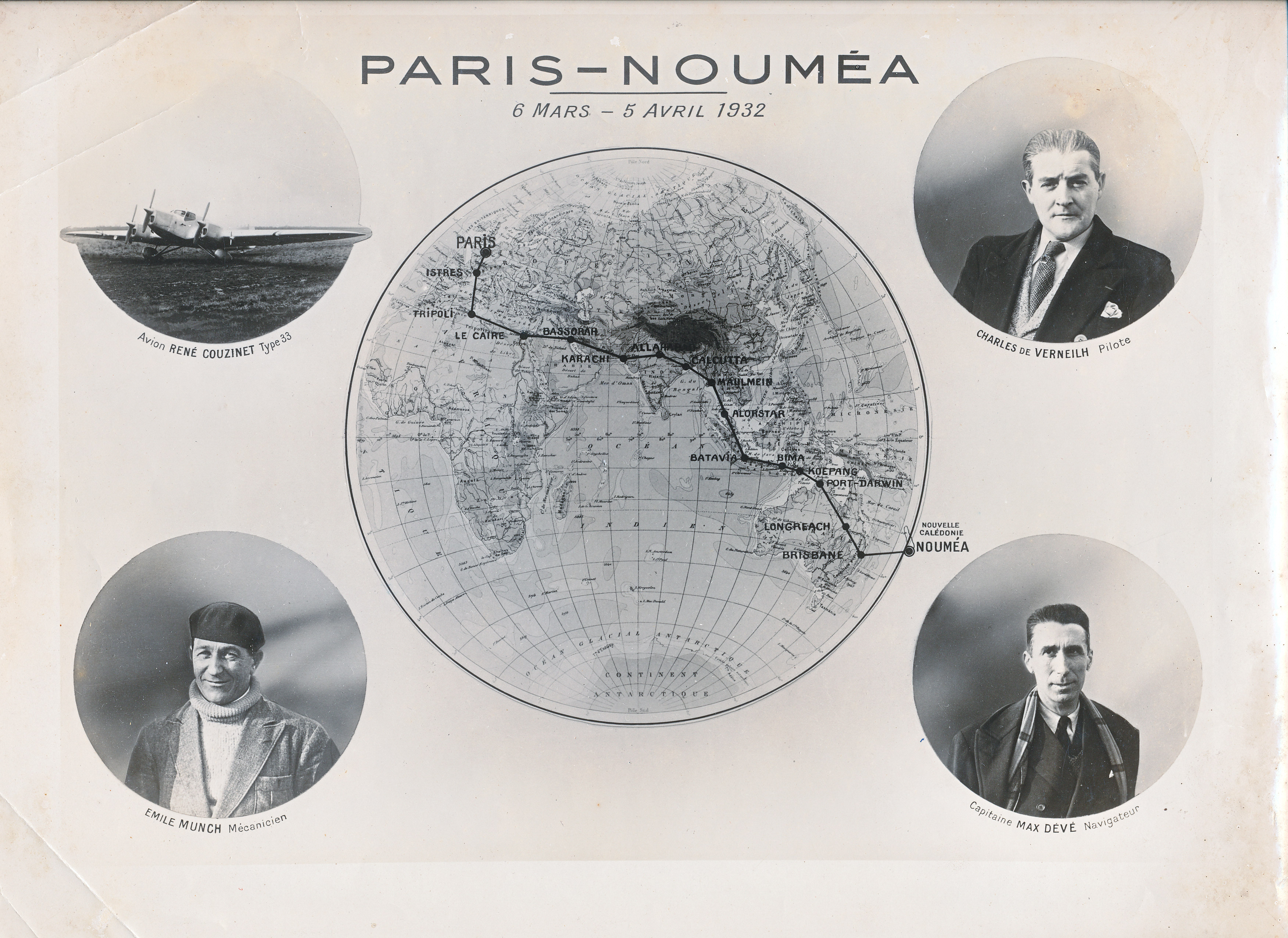
Trajet du raid du Biarritz Paris-Nouméa avec les trois membres de l'équipage.

Le raid Paris Nouméa de 1932 constitue la première liaison aérienne jamais réalisée entre la France métropolitaine et la Nouvelle-Calédonie. L’exploit a été réalisé de Paris à Nouméa grâce au Couzinet 33 Biarritz, du 6 mars au 5 avril 1932. L'équipage était composé de Charles de Verneilh, Max Dévé et Émile Munch.

## Contexte historique
Jusqu'au début des années 1930, la Nouvelle-Calédonie, territoire français le plus éloigné de la France métropolitaine, n'était desservie que par les Messageries maritimes, et il fallait environ deux mois aux Calédoniens pour relier la mère-patrie…ou l'inverse.
En 1932 l'aviation en est encore à son époque héroïque. Depuis la Grande Guerre, c'est l'ère des grands raids avec ses héros devenus légendaires : Mermoz, Lindbergh, Nungesser et Coli, des hommes d'exception dont le courage et la témérité sont salués par tous.

## Équipage

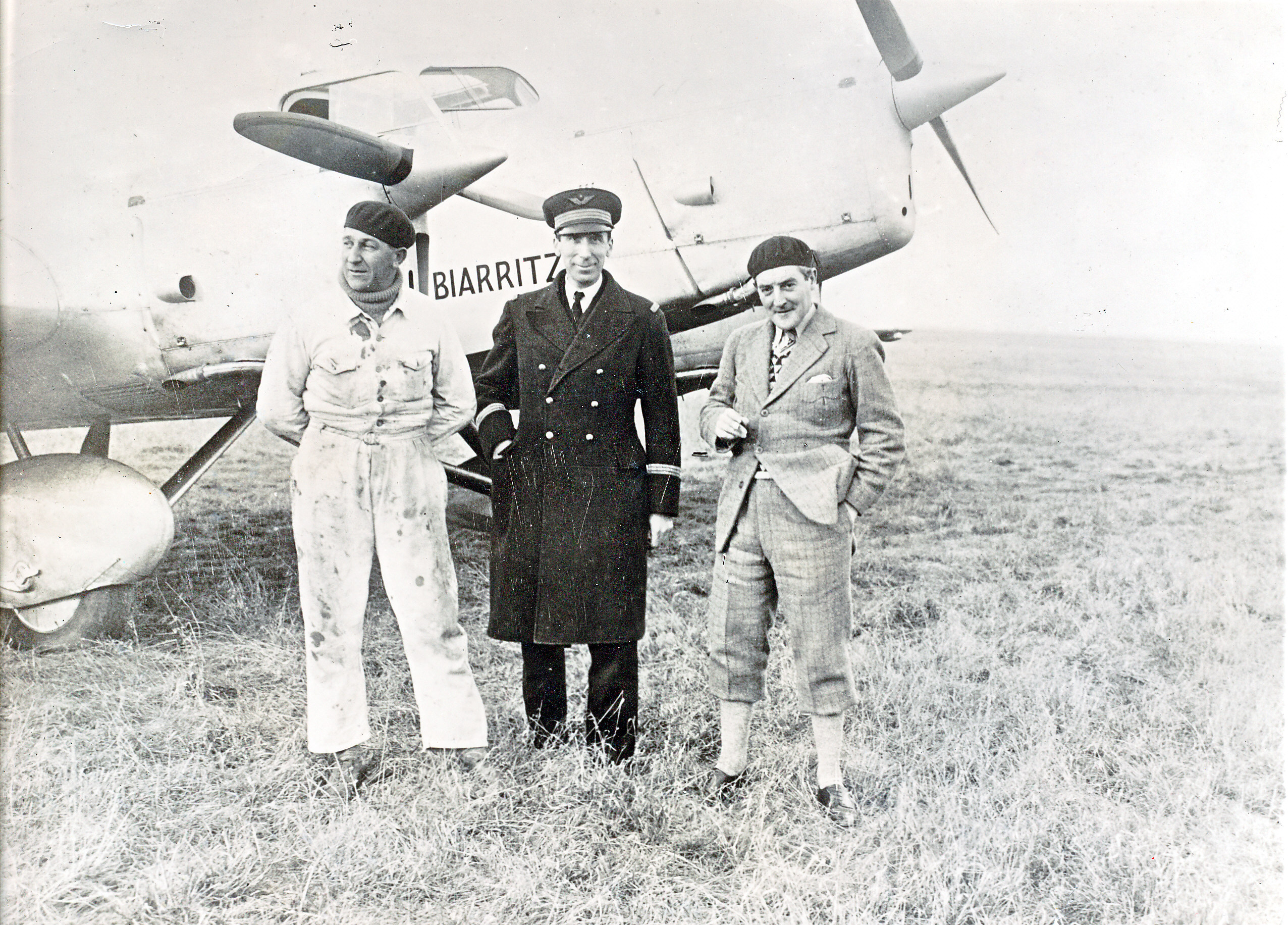
L'équipage devant le Biarritz, Le Bourget, mars 1932.

En 1930, Charles de Verneilh, un jeune gentilhomme périgourdin, pilote de guerre, pionnier de l'Aéropostale, rêve d'avion et de vols au long cours inédits. Il découvre à Paris au Salon de l'aéronautique au Grand Palais en 1931 un trimoteur révolutionnaire (le Couzinet 33 Biarritz) conçu par René Couzinet, un jeune ingénieur de 27 ans. Il est séduit, rencontre le constructeur qui accepte de mettre à sa disposition cet appareil, pour lequel  Charles de Verneilh obtient un financement de la ville de Biarritz, d'où le nom de l'avion et décide, en regardant un planisphère, de tenter de relier la France métropolitaine à la Nouvelle-Calédonie, qui  est la possession française la plus éloignée  de la métropole et n'a encore jamais vu atterrir un avion français.
Le pilote constitue alors son équipage : Max Dévé, capitaine d'active, pilote et navigateur, est un ami depuis 1917 car ils appartenaient à la même escadrille pendant la Grande Guerre, et il est en 1932 « la » référence en matière de navigation aérienne, qu'il enseignait à l'École d'application de l'aéronautique militaire. Quant à Émile Munch, le mécanicien, il vient des usines Couzinet où il a entre autres participé à la construction du Biarritz, qu'il connaît donc pièce après pièce.

 De Verneilh prend contact avec le gouverneur de Nouvelle-Calédonie, Joseph Guyon, qui se montre très intéressé par ce projet et mettra tout en œuvre pour sa réalisation. Le ministère de l'air sollicité n'accordera aucune subvention

## Le Raid

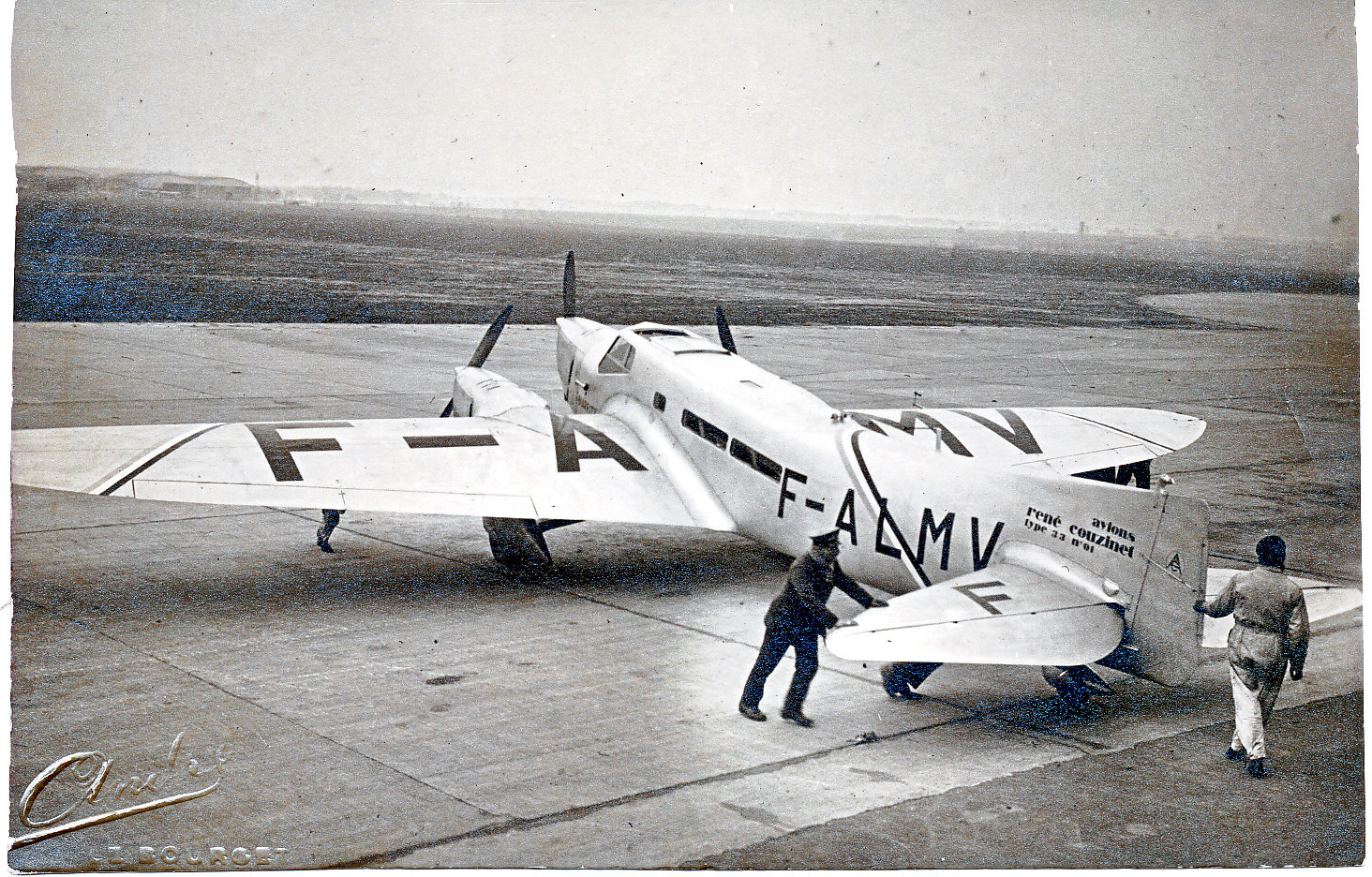
Le Biarritz au Bourget, mars 1932.

Le 6 mars 1932, le Biarritz décolle du Bourget près de Paris : il s'agit du Couzinet 33 no 1 et ressemble comme un frère à l'Arc en ciel 70 de Mermoz mais en deux fois plus petit. C’est un monoplan à ailes basses cantilever, de grand tourisme équipé de trois moteurs anglais de 105 CV de Havilland « Gipsy » pesant à vide 1 600 kg, avec un train d’atterrissage caréné. Autre caractéristique : il n'a pas de frein et pas de démarreurs et pas de volets, il possède des hélices en bois à pas constants. Sa vitesse de croisière est de 190 km/h. C’est un avion très en avance sur son temps dans sa conception mais très rustique dans sa réalisation.

La distance théorique franchissable était  de 4 500 km en 23 heures de vol. Les terrains de l'époque n'étaient que très rarement équipés pour des atterrissages et décollages de nuit, de plus à pleine charge le Biarritz avait besoin d'une grande longueur de roulage. La plus longue distance parcourue fut  Bassorah-Karachi 2 030 km, en 11 h de vol.
L’équipement radio se limite à un émetteur fonctionnant seulement en graphie (morse), la navigation se fait sans aide radio, donc uniquement  à l’estime et à l’astronomie. Les instruments de navigation comprennent deux compas magnétiques, un horizontal et un vertical, un altimètre, un anémomètre, un cinémo-dérivomètre et un sextant à bulle.
Le périple du Biarritz est le suivant : Istres, Tripoli (Libye), Le Caire (Égypte), Bassorah (Irak), Gwadar (Pakistan), Karachi (Pakistan), Allahabad (Inde), Calcutta (Inde), Akyab (Birmanie), Moulmein (Birmanie), Alor Setar (Malaisie), Batavia (Indonésie), Bima (Indonésie), Kupang (Timor), puis l'Australie avec Darwin, Commonweal, Longreach, Brisbane et enfin Nouméa, où ils atterrissent le 5 avril après avoir parcouru 24 000 km en 20 étapes et 133 heures de vol.

## Atterrissage
À l’arrivée après plus de 10 heures de vol au-dessus du Pacifique, le Biarritz, afin d'éviter la foule très dense venue assister à cet atterrissage historique sur la plaine de la Tontouta (l'aéroport, qui sera aménagé sur ce lieu en 1942 par les Américains, gardera  ce nom, qui est celui de la rivière voisine) eut un incident du fait d'un terrain trop petit. L'équipage n'eut aucun dommage et fut aussitôt félicité par le gouverneur Guyon et les personnalités locales, et les aviateurs purent répondre à la foule enthousiaste de plusieurs milliers de personnes venues les accueillir. "Une blessure ne peut qu'augmenter les risques et donc la gloire du Triomphe. Et celui ci est complet" écrivit La France Australe le lendemain  Des fêtes et réceptions nombreuses eurent lieu pendant près de trois semaines ;  et l’arrivée  des trois aviateurs coïncida avec la mise en route de l’électricité à Nouméa, ce qui embellit considérablement la ville. La presse de l'époque relata longuement les exploits de l'équipage, avec de multiples interviews des trois aviateurs.

## Portée historique
Depuis cette époque héroïque, la démocratisation de l’aviation qui bénéficie dorénavant et de plus en plus des technologies les plus avancées, les liaisons France métropolitaine Nouvelle-Calédonie se font en quelques coups d'aile… Il faut imaginer les trois aviateurs du Biarritz, enfermés de longues heures dans un fuselage étroit, où la chaleur était très élevée et le bruit des moteurs assourdissant, sans contact radio avec le sol (ils pouvaient émettre en graphie mais ils ne pouvaient pas recevoir), survolant des contrées et des mers où, en dehors des escales programmées de longue date, atterrir était impossible…Il faut aussi imaginer leurs doutes, leurs questionnements, mais aussi leur esprit d’équipe et leur volonté de réussir… 80 ans après, leur exploit force encore l’admiration.
Si le Biarritz fut le premier avion français à atterrir à Tontouta, il fut aussi le premier à survoler les îles de la Sonde et à atteindre l’Australie.
Le 90e anniversaire de ce raid a été célébré le 5 avril 2022 au Musée de l'air et de l'Espace au Bourget, où a été inaugurée la vitrine consacrée à ce raid dans le hall Entre-deux-guerres et la réalisation d'un film : https://www.youtube.com/watch?v=c9FZppfhQco

## Presse française de l’époque
- Le Journal – jeudi 31 mars 1932 : en une avec photos du "Biarritz" et équipage « Un avion français pour la première fois a réalisé la liaison France-Australie ». Suite de l’article en page 4 « le beau voyage de l’avion français Biarritz ».

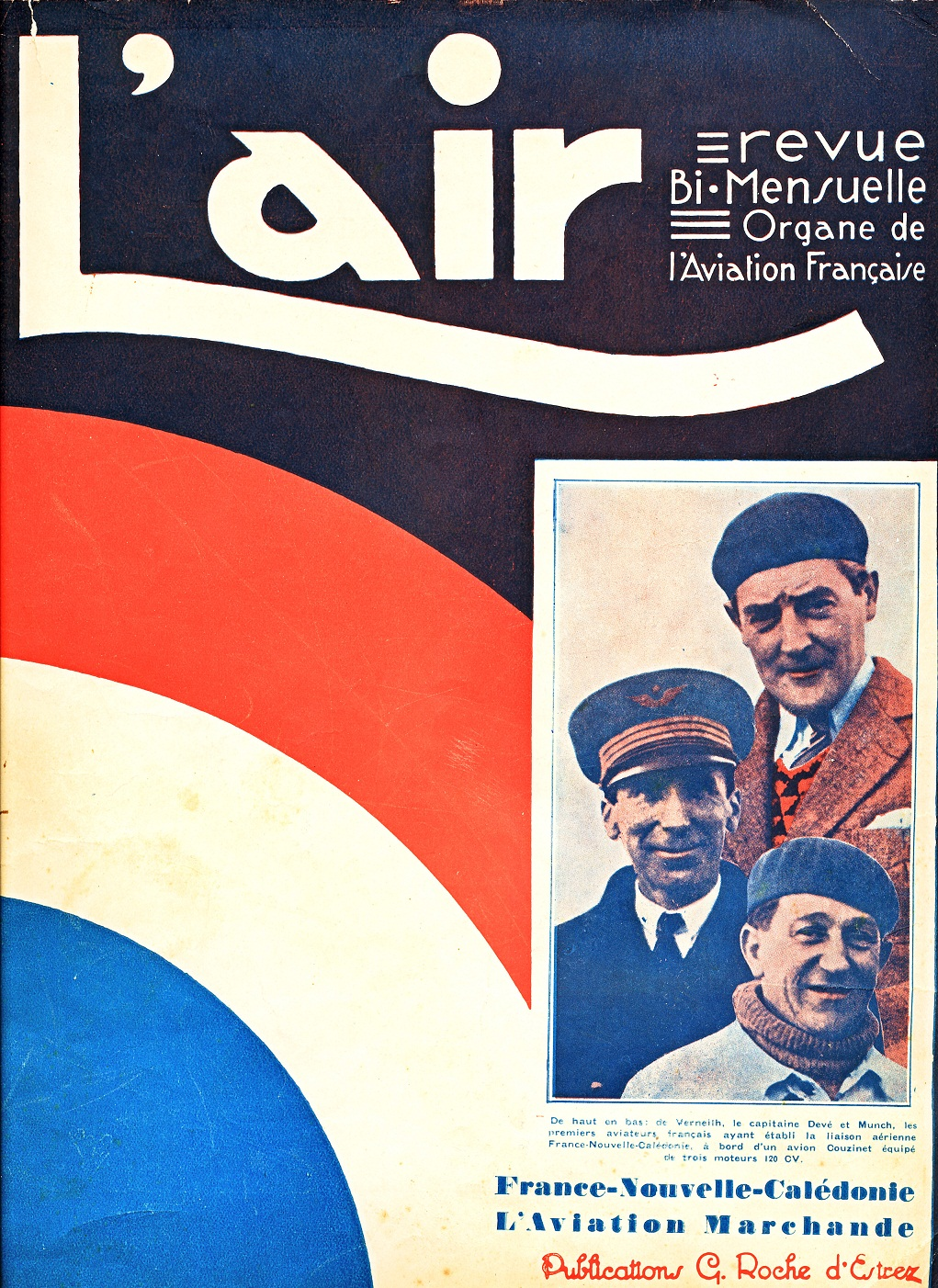
Couverture de la revue L'Air, 15 avril 1932.

- Paris-Soir « grand quotidien d’informations illustrées » – jeudi 31 mars 1932 en bas de page de une avec photo du Biarritz « Pour la première fois un équipage et un avion français établissent la liaison Europe-Australie ». Suite de l’article en page 3.
- L’Ami du peuple « le journal le plus lu dans le monde entier » -  mercredi 6 avril 1932  petit article en bas de page de une.
- Le Matin – mercredi 6 avril 1932 : en une avec une photo de l’équipage « France-Calédonie en avion : L’équipage du Biarritz atterrit à Nouméa ».
- Excelsior– vendredi 1er avril 1932 en une avec 2 photos du "Biarritz", équipage et la carte de l’itinéraire : « L’avion Biarritz doit atteindre Nouméa aujourd’hui ».
- Le Petit Parisien – mercredi 6 avril 1932 en une avec photo René Couzinet « Le Biarritz-Couzinet a réussi la liaison France-Nouméa ». Suite de l’article page 2 « la splendide performance du Biarritz-Couzinet ».
- Le Quotidien (créé par plus de 60 000 Français et Françaises pour défendre et perfectionner les institutions républicaines) – mercredi 6 avril en bas de une, avec une photo du Biarritz « un triomphe de l’aviation française : de Verneilh, Dévé et Munch sont arrivés à Nouméa à bord d’un avion commercial ». Suite de l’article page 2.
- L’Écho de Paris – service gratuit – mercredi 6 avril 1932 : petit article en bas de une sans photo
- Le Petit Journal, quotidien. Récit du raid par Charles de Verneilh publié  en 9 épisodes dans les journaux du vendredi 1er juillet au lundi 11 juillet 1932.
- Les Ailes, journal hebdomadaire de la locomotion aérienne - 7 avril 1932 « Le premier avion français en Nouvelle-Calédonie : le Biarritz à Nouméa »
- L’Air, revue bimensuelle, organe de l’aviation française – 15 avril 1932 « Le premier raid France – Nouvelle-Calédonie » par Jacques Mortane.

## Les aléas de l'aventure
Le Biarritz, très fin d’allure n’avait que 27 heures de vol au moment du départ et n’était pas tout à fait au point. L’équipage fut obligé au cours du voyage de faire de nombreuses petites réparations et modifications : refroidissement insuffisant des moteurs, fuites d’huile, hélices en bois rongées par les pluies  violentes…ainsi qu'un réel manque de stabilité et de grandes difficultés pour voler sans visibilité. Les cartes et prévisions météo étaient insuffisantes, et les terrains d'aviation souvent mal balisés et sans pistes en dur n’étaient parfois que des champs détrempés par les pluies tropicales, où s’enlisait l’avion. Il y eut souvent de grosses difficultés de décollage : quatre tentatives infructueuses à Kupang ! À chaque fois il fallut démonter les carénages des roues, les nettoyer et les remonter, puis pousser l'avion. En outre les  terrains n’avaient que très rarement des aides techniques.

## Monument

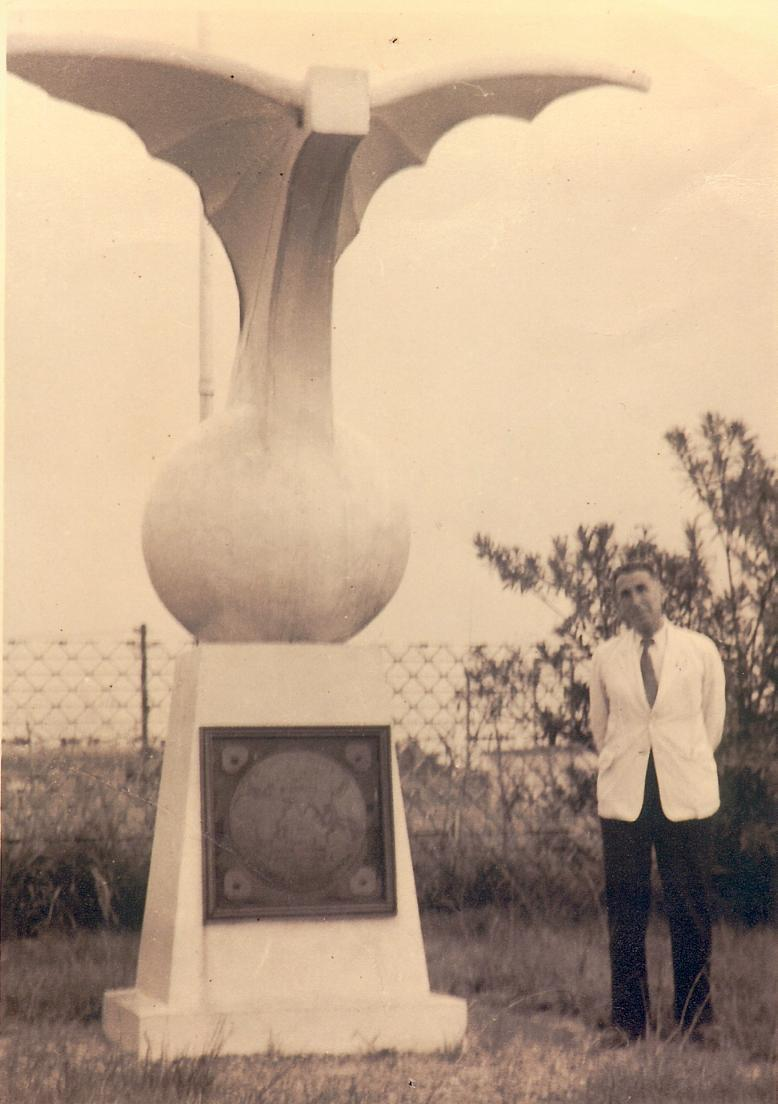
Max Dévé devant le monument à la mémoire du Raid du Biarritz en 1956 à l'aéroport de Nouméa-la Tontouta.

Un monument à la gloire du Biarritz et de son équipage a été érigé le 10 janvier 1937 en bordure du terrain de la Tontouta, l'aéroport de Nouméa : conçu par M. Beaumont, il représente deux ailes déployées au-dessus d’un globe et une plaque de cuivre reproduisant les quatre continents traversés et portant le nom des étapes du raid. Cette plaque de cuivre est l’œuvre des Forges françaises de l’Océanie (Ateliers Massoubre).
Le 5 avril 2012, pour le 80e anniversaire du raid du Biarritz, et en présence de  descendants de Max Dévé le navigateur du Biarritz, une plaque commémorative a été apposée par l’APPAC (Association pour la préservation du patrimoine aéronautique calédonien) précisant les exploits réalisés par l’équipage du Biarritz.

## Philatélie
Un timbre-poste de 250 F CFP a été émis par les postes de Nouvelle Calédonie en 1982 à l'occasion du 50e anniversaire de l'événement. Il représente les portraits des trois membres d'équipage, le "Biarritz" et la carte du trajet avec les escales. Le timbre a été dessiné et gravé par Georges Bétemps, et imprimé en taille-douce à Périgueux.

## Bibliographie

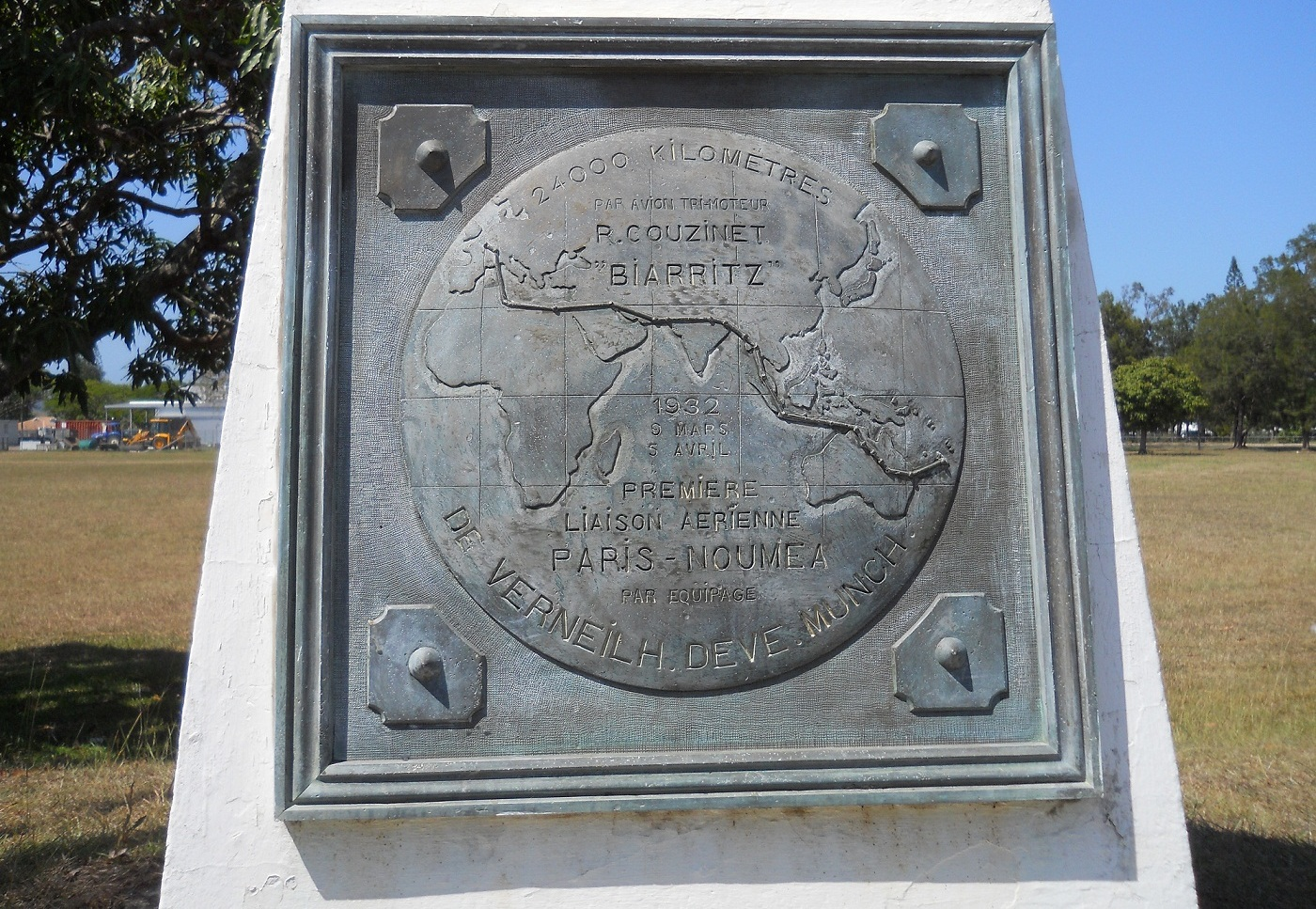
Plaque du monument au "Biarritz".

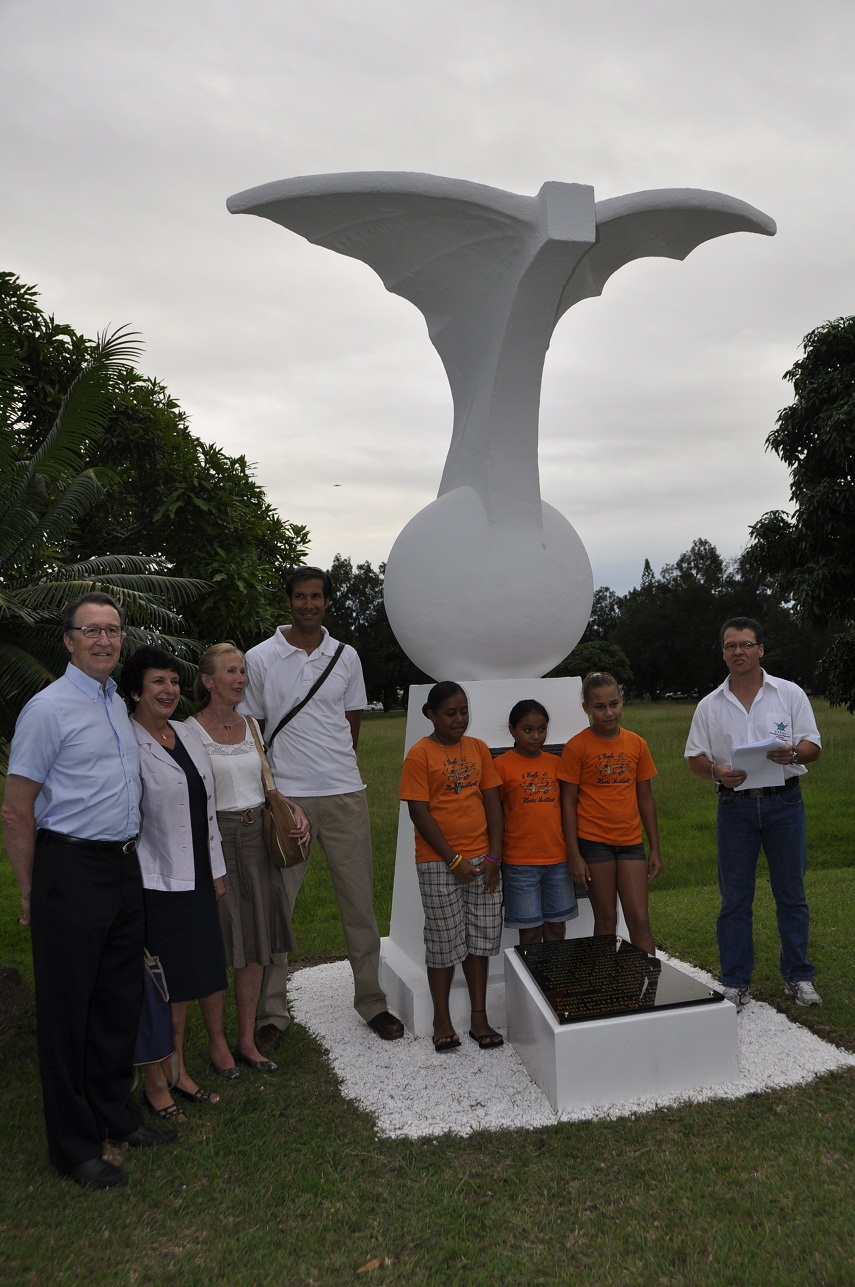
Inauguration de la stèle au pied du monument au "Biarritz" - La Tontouta - 5 avril 2012.